# Chlorophytum dolichocarpum
Chlorophytum dolichocarpum là một loài thực vật có hoa trong họ Măng tây. Loài này được Tamura mô tả khoa học đầu tiên năm 1989.